# Tord muntanyenc
El tord muntanyenc (Turdus plebejus) és un ocell de la família dels túrdids (Turdidae).

## Hàbitat i distribució
Habita la selva pluvial, i boscos de roures de les muntanyes de Mèxic, al sud-est d'Oaxacai centre de Chiapas, cap al sud, a través de Guatemala, El Salvador, Hondures, nord de Nicaragua i Costa Rica fins l'oest de Panamà.